# Mathias Tantau (senior)
Mathias Tantau (senior) (10 de septiembre de 1882 en Uetersen - 26 de junio de 1953 mismo lugar) fue un horticultor, rosalista hibridador de rosas alemán.
Un hibridador de principios y mediados del siglo XX, todavía celebrado por sus obtentores entre ellos híbrido de té y una serie de rosas arbustivas del grupo Floribunda.

## Biografía
Mathias Tantau senior nació en 1882, el hijo de un granjero. Después de la escuela regular que hizo una docencia como viverista.  Posteriormente, trabajó durante un año en la Escuela de la Rosa de Peter Lambert en Trier-Tréveris. A partir de ahí se trasladó a Francia y Suiza, donde trabajó en varios viveros especializados en rosas.
Después de unos años volvió a Uetersen donde en un pedazo de tierra de su padre construyó un vivero en 1906. Pero su enfoque principal fue en el cultivo de rosas de jardín y de rosas silvestres. A través de una buena comercialización, el número de plantas de rosas producidas anualmente se elevó en 1914 a más de 250.000, y el de rosas silvestres a más de 3 millones Además, hubo varios miles de rosas estándar cultivadas.
Durante este tiempo, el resultado fue la creación de una empresa de cultivo de rosas de fama mundial Rosen Tantau. La subsiguiente Primera Guerra Mundial trajo una gran pérdida de ingresos con ella y las rosas perdieron el interés de la gente. Durante este tiempo, Mathias Tantau comenzó con la obtención de nuevas variedades de rosas. Las primeros dos nuevas variedades fueron  'Stadtrat Meyn' y 'Schöne von Holstein', que se introdujo en 1919. Había otras variedades como 'Rotelfe', que apareció en 1922.
El 10 de agosto de 1925, después de un desastre natural inusual que ocurrió en Uetersen. Un tornado de fuerza F3 quedaron destruidas grandes partes de la ciudad y los campos de cultivo de rosas y los invernaderos existentes. Debido a que el daño no estaba cubierto por el seguro, Mathias Tantau paró haciendo frente a la ruina. Sólo con el mayor esfuerzo la empresa pudo ser reconstruida y fue seguido por la consecución de otras variedades nuevas de rosas, comoJohanneszauber, Professor Gnau y Tantaus Überraschung.
En 1933 fundó junto con Wilhelm Kordes y el maestro jardinero de Uetersen y después alcalde Ernst Ladewig Meyn el Rosarium Uetersen, la rosaleda más antigua y más grande del norte de Alemania.
Mathias Tantau sen. murió el 26 de junio de 1953 en Uetersen. Una de sus últimas creaciones fue la famosa 'Schweizer Gruß' ('Red Favorit'), que llegó al mercado en 1953 después de su muerte.
Su hijo Mathias Tantau jun. también hibridador rosalista, se hizo cargo del negocio de su padre en 1948.

## Algunas rosas Mathias Tantau sen.
| 'Stadtrat Meyn'        | rojo           | 1919 |  |  |
| 'Schöne von Holstein'  |                | 1919 |  |  |
| 'Rotelfe'              |                | 1922 |  |  |
| 'Johanniszauber'       |                | 1926 |  |  |
| 'Professor Gnau'       |                | 1928 |  |  |
| 'Johanna Tantau'       |                | 1930 |  |  |
| 'Johanna Röpke'        |                | 1931 |  |  |
| 'Heros'                | rojo carmín    | 1934 |  |  |
| 'Euterpe'              | amarillo claro | 1937 |  |  |
| 'Direktor Bentschop'   |                | 1939 |  |  |
| 'Uetersen'             |                | 1939 |  |  |
| 'Karl Weinhausen'      |                | 1942 |  |  |
| 'Käthe Duvigneau'      |                | 1942 |  |  |
| 'Lissy Horstmann'      | rojo           | 1943 |  |  |
| 'Tantaus Überraschung' |                | 1943 |  |  |
| 'Silberlachs'          |                | 1944 |  |  |
| 'Fanal'                | rojo           | 1946 |  |  |
| 'Märchenland'          | rosa           | 1946 |  |  |
| 'Garnette'             | rojo oscuro    | 1947 |  |  |
| 'Schweizer Gruß'       |                | 1953 |  |  |